# Ayungon
Ayungon (Bayan ng Ayungon) är en kommun i Filippinerna. Kommunen ligger på ön Negros, och tillhör provinsen Negros Oriental. Folkmängden uppgår till 40 744 invånare.

## Barangayer
Ayungon är indelat i 24 barangayer.
| - Amdus - Jandalamanon - Anibong - Atabay - Awa-an - Ban-ban - Calagcalag - Candana-ay - Carol-an - Gomentoc - Inacban - Iniban | - Kilaban - Lamigan - Maaslum - Mabato - Manogtong - Nabhang - Poblacion - Tambo - Tampocon I - Tampocon II - Tibyawan - Tiguib |